# Liste der reichsten Litauerinnen
Diese Liste der reichsten Litauerinnen listet die Vermögen der 10 reichsten Frauen litauischer Staatsangehörigkeit auf (Stand: 2012). Eigene Listen dazu veröffentlichen das Magazin Veidas und Wochenschrift Ekonomika.lt.
Bei den Vermögensangaben handelt es sich um Schätzungen. Bewertungsgrundlage sind Recherchen bei Vermögensverwaltern, Rechtsanwälten, Bankmanagern und Insidern.  Als Vermögen gelten unter anderem Firmenbeteiligungen, Grund- und Immobilienbesitz, Aktien sowie Privatsammlungen.

## 2011
1. Jolanta Blažytė (* 1965),  „Vikonda“ – 250 Mio. Lt
2. Irena Matijošaitienė (1957–2013), Vičiūnų įmonių grupė –  200 Mio. Lt
3. Irena Ona Mišeikienė, „Invalda LT“ –  180 Mio. Lt
4. Galina Dadašova, UAB „Penki kontinentai“ (mit Mann) –  170 Mio. Lt
5. Florentina Kreivienė, UAB „Makveža“ ir kt. –  170 Mio. Lt
6. Lina Numavičienė, „Vilniaus prekyba“  –  150 Mio. Lt
7. Grasilė Sinkevičienė, UAB „Makveža“ etc. –  100 Mio. Lt
8. Viktorija Kenstavičienė, UAB „Norvelita“ (mit Mann) –  90 Mio. Lt
9. Vaida Balčiūnienė, AB „Kauno tiltai“ –  75 Mio. Lt
10. Dalia Balsienė, AB „Lytagra“ (mit Mann) – 70 Mio. Lt[1]

## 2012
| Rang | Name                      | Vermögen in Millionen Euro | Firmenanteile an |
| ---- | ------------------------- | -------------------------- | ---------------- |
| 01.  | Lyda Lubienė              | 134                        | Achemos grupė    |
| 02.  | Irena Ona Mišeikienė      | 46,3                       | Invalda LT       |
| 03.  | Jolanta Blažytė-Uspaskich | 30,4                       | Vikonda          |
| 04.  | Viktorija Lubytė          | 25                         | Achemos grupė    |
| 05.  | Jūratė Žadeikienė         | 25                         | Achemos grupė    |
| 06.  | Marija Kaminskienė        | 15                         | Achemos grupė    |
| 07.  | Violeta Dargienė          | 12,7                       | AB Eika          |
| 08.  | Dalia Balsienė            | 9,9                        | Lytagra          |
| 09.  | Viktorija Kenstavičienė   | 9                          | Norvelita        |